# Alistair Cooke

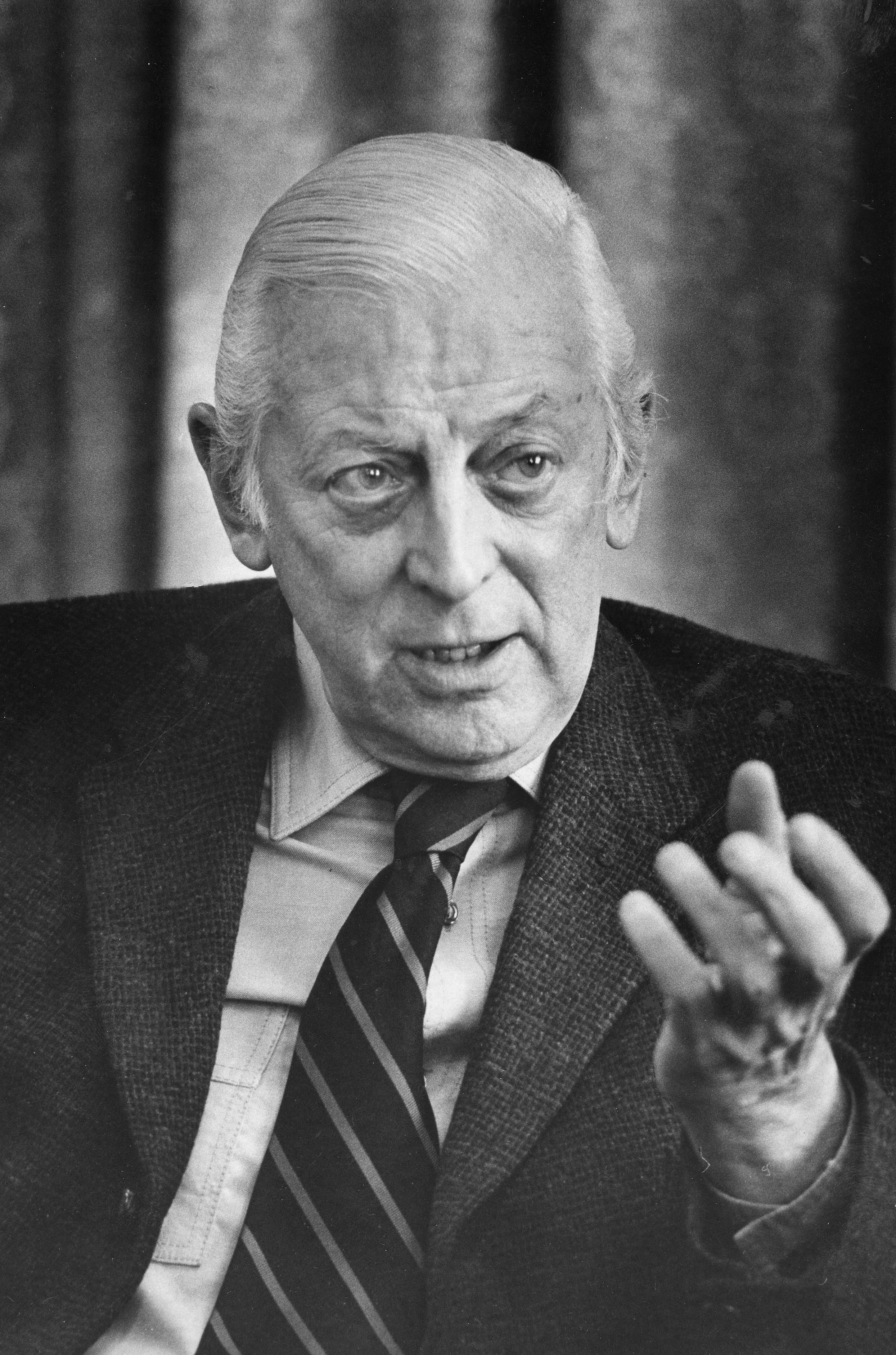
Alistair Cooke

Alistair Cooke (ur. 20 listopada 1908 w Salford, zm. 30 marca 2004 w Nowym Jorku) – amerykański dziennikarz pochodzenia angielskiego. Prawie całe swoje życie mieszkał i pracował w Nowym Jorku.
W wieku 22 lat zmienił swoje oryginalne imię Alfred na Alistair. Studiował w Jesus College w Cambridge. Następnie podjął studia na Uniwersytecie Yale i od tamtego czasu był związany ze Stanami Zjednoczonymi. Podjął pracę dziennikarską w NBC.
W latach 1935–1937 przebywał w Londynie jako korespondent NBC; prowadził wówczas cykl audycji London Letter. Były to cotygodniowe, 15-minutowe pogadanki o życiu w Wielkiej Brytanii, przeznaczone dla słuchacza amerykańskiego.
Po powrocie do Stanów Zjednoczonych przyjął (w 1941) obywatelstwo amerykańskie.
W 1938 Cooke zaproponował rozgłośni BBC cykl audycji analogicznych do tych, jakie prowadził w Londynie; tym razem miały to być opowieści o życiu w Ameryce, których odbiorcami mieli stać się Brytyjczycy. Wybuch II wojny światowej odwlekł rozpoczęcie regularnego nadawania; powstał przed wojną prototyp: Mainly About Mannhatan. 24 marca 1946 ruszył na stałe cykl American Letter (od 1950 pod nazwą Letter from America). Zaplanowano początkowo jedynie 13 audycji; Letter from America stał się jednym z najdłuższych w historii cykli radiowych, ukazywał się regularnie do początku marca 2004, nadano ostatecznie 2869 odcinków.
Pracował także jako korespondent zagraniczny pism „Manchester Guardian” i „The Times”. W latach 1971–1992 był prezenterem cyklu stacji PBS Masterpiece Theatre (ukazywały się tam m.in. adaptacje dzieł literackich w formie mini-seriali). W 1973 był współtwórcą serialu dokumentalnego Alistair Cooke's America (potem także książki), który cieszył się dużą popularnością w Stanach Zjednoczonych i Wielkiej Brytanii. W 1991 roku za zasługi na polu angielsko-amerykańskich stosunków został uhonorowany srebrnym medalem przez BAFTA (British Academy of Film and Television Arts, Brytyjską Akademię Sztuki Filmowej i Telewizyjnej). W 1973 nadano mu tytuł szlachecki jednak nie mógł być tytułowany „sir”, ponieważ utracił obywatelstwo brytyjskie.
Na początku marca 2004, zgodnie ze wskazaniami lekarzy zakończył pracę w radiu. Zmarł niespełna miesiąc później w swoim domu w Nowym Jorku.